# Девесе
Девесе (фр. Devesset) насеље је и општина у источној Француској у региону Рона-Алпи, у департману Ардеш која припада префектури Турнон сир Рон.
По подацима из 2011. године у општини је живело 287 становника, а густина насељености је износила 9,82 становника/km². Општина се простире на површини од 29,24 km². Налази се на средњој надморској висини од 1100 метара (максималној 1212 m, а минималној 669 m).

## Демографија
| 1962. | 1968. | 1975. | 1982. | 1990. | 1999. | 2011. |
| ----- | ----- | ----- | ----- | ----- | ----- | ----- |
| 364   | 462   | 281   | 270   | 267   | 271   | 287   |

График промене броја становника у току последњих година